# لووستیریزین
لووستیریزین(به انگلیسی: Levocetirizine)، که با نام تجاری Xyzal و دیگر نام‌ها فروخته می‌شود، یک آنتی هیستامین برای درمان التهاب مخاط بینی آلرژیک (تب یونجه) و کهیرهای طولانی مدت با علت نامشخص است. این دارو نسبت به آنتی هیستامین‌های قدیمی‌تر از آرام بخشی کمتری برخوردار است. لووستیریزین به صورت خوراکی تجویز می‌شود.
عوارض جانبی شایع این دارو شامل خواب آلودگی، خشکی دهان، سرفه، استفراغ و اسهال است. استفاده در بارداری بی خطر به نظر می‌رسد اما هنوز مورد مطالعه قرار نگرفته‌است. ایمن بودن این دارو در دوران شیردهی هنوز مشخص نیست. لووستیریزین را به عنوان یک آنتی هیستامین نسل دوم طبقه بندی می‌کنند که با مسدود کردن گیرنده اچ ۱ هیستامین عمل می‌کند.
لوو استیریزین در سال ۲۰۰۷ برای استفاده پزشکی در ایالات متحده تأیید شد و به عنوان یک داروی ژنریک در دسترس است. این دارو در سال ۲۰۱۷، با بیش از سه میلیون نسخه، ۱۷۵مین داروی پر مصرف در ایالات متحده بود.